# Burmistrz Wellingtonu
Burmistrz Wellingtonu – najwyższy organ wykonawczy w Wellingtonie oraz przewodniczący Wellington City Council. 
Zarządza on jedynie tym miastem – inne miasta w regionie Wellington (Lower Hutt, Upper Hutt Porirua) mają swoich własnych burmistrzów. Od czasu nowelizacji przepisów prawnych funkcję burmistrza sprawowało 35 osób.

## Lista burmistrzów Wellingtonu
| #  | Imię i nazwisko                | Okres       |
| -- | ------------------------------ | ----------- |
| a  | George Hunter                  | 1842 – 1843 |
| b  | William Guyton                 | 1843        |
| 1  | Joseph Dransfield              | 1870 – 1873 |
| 2  | Charles Borlase                | 1874        |
| 3  | William Sefton Moorhouse       | 1875        |
| 4  | William Hutchison              | 1876 – 1877 |
|    | Joseph Dransfield, drugi raz   | 1878 – 1879 |
| 5  | George Allen                   | 1879        |
|    | William Hutchison, drugi raz   | 1879 – 1881 |
| 6  | George Fisher                  | 1882 – 1885 |
| 7  | Arthur Winton Brown            | 1886        |
| 8  | Samuel Brown                   | 1887 – 1888 |
| 9  | John Duthie                    | 1889        |
| 10 | Charles Johnston               | 1890        |
|    | Arthur Winton Brown, drugi raz | 1891        |
| 11 | Francis Bell                   | 1892 – 1893 |
| 12 | Alfred Brandon                 | 1894        |
| 13 | Charles Luke                   | 1895        |
|    | George Fisher, drugi raz       | 1896        |
|    | Francis Bell, drugi raz        | 1897        |
| 14 | John Rutherford Blair          | 1898 – 1899 |
| 15 | John Aitken                    | 1900 – 1904 |
| 16 | Thomas William Hislop          | 1905 – 1908 |
| 17 | Alfred Newman                  | 1909        |
| 18 | Thomas Mason Wilford           | 1910 – 1911 |
| 19 | David McLaren                  | 1912        |
| 20 | John Luke                      | 1913 – 1921 |
| 21 | Robert Wright                  | 1921 – 1925 |
| 22 | Charles Norwood                | 1925 – 1927 |
| 23 | George Troup                   | 1927 – 1931 |
| 24 | Thomas Charles Atkinson Hislop | 1931 – 1944 |
| 25 | William Appleton               | 1944 – 1950 |
| 26 | Robert Macalister              | 1950 – 1956 |
| 27 | Frank Kitts                    | 1956 – 1974 |
| 28 | Michael Fowler                 | 1974 – 1983 |
| 29 | Ian Lawrence                   | 1983 – 1986 |
| 30 | James Belich                   | 1986 – 1992 |
| 31 | Fran Wilde                     | 1992 – 1995 |
| 32 | Mark Blumsky                   | 1995 – 2001 |
| 33 | Kerry Prendergast              | 2001 – 2010 |
| 34 | Celia Wade-Brown               | 2010 – 2016 |
| 35 | Justin Lester                  | od 2016     |